# Àtila, home o dimoni
 Àtila, home o dimoni  (títol original en italià: Attila, il flagello di Dio) és una pel·lícula italiana dirigida per Pietro Francisci, estrenada el 1954. Ha estat doblada al català.

## Argument[2]
Sota el regnat de Valentinià III, l'Imperi romà, molt debilitat, es troba seriosament amenaçat pel rei dels Huns, Àtila, anomenat pels romans "L'Assot de Déu", que arriba a les portes d Roma, havent derrotat tots els seus exèrcits. Honòria, germana de Valentinià va a lliurar-se-li, a canvi del repartiment del poder...

## Repartiment
- Anthony Quinn: Àtila
- Sophia Loren: Honòria
- Henri Vidal: Aetius
- Irene Papas: Grune
- Ettore Manni: Bleda, germà d'Àtila
- Claude Laydu: Valentinià, emperador d'Occident
- Georges Bréhat: El consul Prisco
- Mario Feliciani: Hipòlit
- Aldo Pini: Dominicus
- Colette Regis: Gal·la Placídia
- Guido Celano: Cap de tribu
- Christian Marquand: Cap Hun
- Jean Gournac: Veu del Papa